# Fall Kohl
Als Fall Kohl bezeichnet man den Rechtsstreit zwischen Helmut Kohl und der Bundesrepublik Deutschland um die Herausgabe von Stasi-Unterlagen über Kohl. Der Rechtsstreit ist ein klassischer Fall eines Konflikts zwischen Datenschutz und Informationsfreiheit. Kohl erreichte zunächst ein Verbot der Aktenherausgabe. Nach einer Gesetzesänderung, welche die Herausgabe von Stasi-Akten über seine Amtstätigkeit für Forschungszwecke auch ohne sein Einverständnis ermöglichte, erreichte Kohl, dass diese nicht an Dritte oder die Presse weitergegeben werden dürfen.

## Verlauf
Die Auseinandersetzung umfasst insgesamt vier Urteile; während ihres Verlaufs kam es zu einer maßgeblichen Änderung des zu Grunde liegenden Stasi-Unterlagen-Gesetzes (StUG).

### Klage vor dem Verwaltungsgericht Berlin, 2000
Nachdem die Bundesbeauftragte für die Unterlagen des Staatssicherheitsdienstes der ehemaligen Deutschen Demokratischen Republik (BStU) in Aussicht gestellt hatte, Stasi-Unterlagen betreffend Kohl für Forschung, politische Bildung und die Verwendung in den Medien zugänglich zu machen, erhob dieser am 27. November 2000 Unterlassungsklage vor dem Verwaltungsgericht Berlin. Dieses gab der Klage statt und entschied mit Urteil vom 4. Juli 2001 auf Grundlage der damals geltenden Fassung des StUG, dass ohne die Einwilligung Kohls keine ihn betreffenden personenbezogenen Daten von der Beklagten zugänglich gemacht werden dürften, soweit diese Daten aufgrund zielgerichteter Informationserhebung oder Ausspähung durch das Ministerium für Staatssicherheit der DDR oder über ihn als Dritten gesammelt worden sind (VG Berlin, Az. 1 A 389/00 = NJW 2001, S. 2987 bis 2993). Die BStU gab daraufhin eine Unterlassungserklärung ab, keine Unterlagen zugänglich machen zu wollen, die ausschließlich Daten über das Privatleben oder die Privatsphäre des Klägers enthalten oder aus Tonbandmitschnitten von Telefonaten des Klägers oder davon angefertigten Wortprotokollen bestehen.

### Revision beim Bundesverwaltungsgericht, 2002
Mit der daran anschließenden Sprungrevision zum Bundesverwaltungsgericht (BVerwG) verfolgte die BStU das Ziel, die Klage abzuweisen, hilfsweise den Titel abzuändern. Die BStU war der Auffassung, dass das VG den § 32 Abs. 1 Nr. 3 StUG alte Fassung (a. F.) bei der Urteilsfindung missinterpretiert hätte. Vielmehr sei im Rahmen einer Abwägung zwischen allgemeinem Persönlichkeitsrecht und den Interessen an politischer, historischer und juristischer Aufarbeitung zu ermitteln, ob Unterlagen zugänglich gemacht werden könnten. Der erkennende Senat trat jedoch dieser Auffassung entgegen und legte dar, dass bei Opfern nicht danach differenziert werden könnte, ob sie aufgrund ihrer Funktion als Amtsträger oder als Privatperson vom Staatssicherheitsdienst ausgespäht wurden („Selbst ein Amtsträger in Ausübung seines Amtes kann aber gegenüber rechtswidrigen Ausspähmaßnahmen und der Preisgabe der dadurch gewonnenen Informationen nicht ausschließlich als Teil der Institution ohne eigene persönliche Betroffenheit angesehen werden.“). Das BVerwG wies die Revision mit Urteil vom 8. März 2002 als unbegründet zurück (Az. 3 C 46.01 = NJW 2002, S. 1815–1817 = BVerwGE 116, 104 ff.).

### Änderung des Stasi-Unterlagen-Gesetzes, 2002
Für den Fall des Unterliegens hatte die BStU bereits die Forderung erhoben, das StUG entsprechend zu ändern. Tatsächlich wurde im September desselben Jahres das StUG neu gefasst (5. StUÄndG vom 2. September 2002, BGBl. 2002 I, S. 3446 f., in Kraft getreten am 6. September 2002). Eine Änderung war auch aus einem anderen Grund nötig geworden: In § 14 StUG a. F. war ein Anspruch Betroffener und Dritter auf Anonymisierung oder Löschung ihrer personenbezogenen Daten vorgesehen; dieser sollte – nach mehrmaliger Verschiebung – zum 1. Januar 2003 in Kraft treten. Die Wahrnehmung dieses Anspruchs hätte mit hoher Wahrscheinlichkeit zur Erschwerung der Aufarbeitung der noch nicht erschlossenen Unterlagen geführt und so auch mittelbar den Anspruch auf Informationszugang anderer Opfer erschwert oder gar verhindert. Der § 14 wurde daher aufgehoben.
Daneben wurde § 32 neu gefasst. Ermöglicht wurde nun zum einen auch die Zugänglichmachung „offenkundiger“ personenbezogener Daten (also solcher, die auch ohne nachrichtendienstliche Methoden etwa aus offen zugänglichen Quellen gewonnen werden konnten), zum anderen auch die Zugänglichmachung von Informationen über Personen der Zeitgeschichte, Inhaber politischer Funktionen oder Amtsträger auch ohne deren Einwilligung, soweit es sich dabei um Informationen handelt, die ihre zeitgeschichtliche Rolle, ihre Funktions- oder Amtsausübung betreffen und soweit dadurch keine überwiegenden schutzwürdigen Interessen dieser Personen beeinträchtigt werden. Hinzugefügt wurde auch ein § 32a, der die vorherige Benachrichtigung der davon betroffenen Personen der Zeitgeschichte, Inhaber politischer Funktionen und Amtsträger regelt. Es handelt sich dabei um eine Verfahrensregelung zum Grundrechtsschutz des Betroffenen.

### Erneute Klage vor dem VG Berlin, 2002
Nach Inkrafttreten der Neuregelung am 6. September 2002 gingen im September und Oktober drei Anträge auf Einsicht bzw. Überlassung von Stasi-Unterlagen betreffend Helmut Kohl bei der BStU ein. Am 2. Oktober beantragte Kohl beim VG Berlin, der BStU aufgrund der vollstreckbaren Urteilsausfertigung ein Ordnungsmittel für den Fall anzudrohen, dass sie aufgrund der neuen Gesetzeslage ihn betreffende Unterlagen herausgegeben sollte (Az. 1 A 315/02). Auf die Abweisung des Antrags durch das VG hin legte Kohl Rechtsmittel ein. Nachdem die BStU erklärt hatte, an das Urteil des VG Berlin vom 4. Juli 2001 gebunden zu sein und daher keine Unterlagen betreffend Kohl auf der Grundlage des neugefassten Gesetzes zugänglich zu machen, erklärten die Beteiligten den Rechtsstreit jedoch für erledigt.
Die BStU erhob nun Vollstreckungsgegenklage vor dem VG Berlin, mit der sie sich gegen die Vollstreckung des Urteils des VG vom 4. Juli 2001 wehrte, hilfsweise die Abänderung eben jenes Titels begehrte. Mit Urteil vom 17. September 2003 (Az. 1 A 317/02 = NJW 2004, S. 457–461) entschied das VG, dass eine Vollstreckung Kohls aus dem Urteil des VG vom 4. Juli 2001 unzulässig sei, da der Gesetzgeber mit Änderung des § 32 StUG und Hinzufügen des § 32a StUG eine neue Rechtslage geschaffen habe, die verfassungskonform sei und hier als rechtsvernichtende Einwendung einer Vollstreckung entgegenstehe, und gab damit der Klage statt. Der Unterlassungsanspruch könne nicht unter Hinweis auf § 5 Abs. 1 Satz 1 StUG aufrechterhalten werden, da diese Regelung infolge erschöpfender Spezialregelung des § 32 StUG neue Fassung (n. F.) insoweit verdrängt sei. Zur Verfassungsmäßigkeit führte das VG weiter aus, dass die §§ 32 und 32a StUG n. F. als Schranken des Rechts auf informationelle Selbstbestimmung dazu dienten, den legitimen Zweck der politischen und historischen Aufarbeitung der Tätigkeit des Staatssicherheitsdienstes und der politischen Bildung zu ermöglichen, der bereits im Einigungsvertrag festgeschrieben worden war.

### Revision beim Bundesverwaltungsgericht, 2004
Das VG Berlin hatte bereits in seinem Urteil aufgrund der grundsätzlichen Bedeutung des Falls die Sprungrevision zugelassen. Auf die von Kohl eingelegte Revision hin entschied das BVerwG mit Urteil vom 23. Juni 2004 (Az. 3 C 41.03 = NJW 2004, S. 2462 bis 2469), dass zur Wahrung der Grundrechte des Betroffenen die Zweckbindung von zugänglich gemachten personenbezogenen Informationen (etwa bei Herausgabe von Akten zu Forschungszwecken) sichergestellt sein müsse, und diese nicht etwa an Dritte weitergegeben oder veröffentlicht würden. Die Zurverfügungstellung von Stasi-Unterlagen mit personenbezogenen Informationen an die Presse sei grundsätzlich unzumutbar. Davon ausgenommen seien lediglich etwa aus allgemein zugänglichen Quellen (i. S. d. Art. 5 Abs. 1 Satz 1 Grundgesetz) stammende oder auf diesen aufbauende Informationen, sowie Äußerungen des Betroffenen gegenüber Dritten, die ihrerseits darüber berichtet haben.
Die Revision hatte also zum Teil Erfolg; die Vollstreckungsgegenklage der BStU wurde in dem Umfang abgewiesen, dass ihr auch weiterhin untersagt ist, ohne die Einwilligung Kohls ihn betreffende personenbezogene Tonbänder, Wortlautprotokolle und Informationen zugänglich zu machen, die sein Privatleben betreffen. Auch dürfen ohne seine Einwilligung keine personenbezogenen Daten für Zwecke der politischen Bildung oder nach § 34 Abs. 1 StUG zugänglich gemacht werden (also an Presse, Rundfunk, Film, deren Hilfsunternehmen und die für sie journalistisch-redaktionell tätigen Personen), wenn sich nicht „mit Sicherheit ausschließen“ lässt, dass die Daten aufgrund einer gegen Kohl oder einen Dritten gerichteten Verletzung der räumlichen Privatsphäre oder des Rechts am gesprochenen Wort gewonnen worden sind, oder dass sie aus Akten oder Daten von staatlichen oder privaten Organisationen stammen oder eine solche Information zur „möglichen“ Grundlage haben.
Im Übrigen sei die Vollstreckung aus dem (auf der alten Rechtslage basierenden) Urteil des VG vom 4. Juli 2001 durch das (sich nach der neuen Rechtslage richtende) Urteil des VG vom 17. September 2003 zu Recht für unzulässig erklärt worden. Die verfassungskonforme restriktive Auslegung bzw. Anwendung der §§ 32 und 34 Abs. 1 StUG ergebe sich aus dem Recht auf informationelle Selbstbestimmung bzw. dem Recht am gesprochenen Wort, deren Träger auch Amtsträger seien, auch hinsichtlich amtsbezogener Informationen. Der Begriff der „Menschenrechtsverletzung“ in § 32 Abs. 1 Satz 3 StUG sei dahingehend auszulegen, dass er auch das Eindringen in die Privatsphäre und die Verletzung des Rechts am gesprochenen Wort erfasse. Keine Menschenrechtsverletzung sei die Spionage durch den Staatssicherheitsdienst, doch sei diese aufgrund ihrer rechtsstaatswidrigen Informationsgewinnung im Rahmen der Abwägung ebenfalls besonders zu berücksichtigen. Weiterhin sei die Erkennbarkeit einer solchen Menschenrechtsverletzung schon dann anzunehmen, wenn die Information keine unbedenkliche Quelle nennt oder erkennen lässt. Schließlich sei an die damit verbundene Berücksichtigung ein strenger Maßstab anzulegen.
Vom Gericht zu prüfen waren unter anderem eine Verletzung des allgemeinen Persönlichkeitsrechts, des Rechts am gesprochenen Wort und des Rechts auf informationelle Selbstbestimmung, die Anwendbarkeit von Art. 47 Grundgesetz (GG), ein Verstoß des Änderungsgesetzes gegen die sich aus dem Rechtsstaatsprinzip ergebenden Gebote von Normenklarheit und Normbestimmtheit bzw. die Widerspruchsfreiheit des Änderungsgesetzes (zwischen § 5 und § 32 StUG) sowie die Verletzung des Gleichheitssatzes aufgrund ungerechtfertigter Gleichbehandlung mit Mitarbeitern und Begünstigten im Sinn des StUG.

## Kritik
Bemängelt wurde (Literatur: Arndt, 2004), dass das BVerwG in seinem Urteil vom 23. Juni 2004 zu sehr auf die Grundrechtsträgerschaft abgestellt hätte, obwohl Grundrechtsträger nur natürliche Personen sowie im Rahmen des Art. 19 Abs. 3 GG juristische Personen sein können. Im vorliegenden Fall sei aber fraglich, ob der Betroffene als Privatperson oder nicht vielmehr in seiner Funktion als Verfassungsorgan ausgeforscht wurde, er mithin in diesem Zusammenhang nicht Träger der in Frage stehenden Grundrechte gewesen sein könnte. Problemkern ist also die Schwierigkeit der Abgrenzung zwischen einer Privatperson und ebendieser Person als Amtsträger. Das BVerwG hätte versäumt, diesbezüglich differenzierende Herausgabekriterien zu entwickeln.
Auch wäre bei der Beurteilung der Rechtswidrigkeit der Informationsgewinnung der Staatssicherheit zu berücksichtigen gewesen, dass bundesdeutsches Recht – mit Ausnahme etwa des Art. 10 Abs. 1 GG und im Gegensatz zu den Menschenrechten – aufgrund seiner territorialen Geltungsbegrenzung nicht generell als Maßstab herangezogen werden könne. Die vom BVerwG angeführten Überlegungen zur Post- und Telefonüberwachung hätten in der Praxis eine nur marginale Bedeutung, da die Staatssicherheit Informationen kaum durch entsprechendes Tätigwerden auf bundesdeutschem Gebiet erlangt hätte. Inkonsequenterweise hätte aber das BVerwG nicht auch die Unverletzlichkeit der Wohnung (Art. 13 GG) als Maßstab herangezogen.
Darüber hinaus hätte das BVerwG Sinn und Wortlaut des Art. 47 GG verkannt, da der Schutzzweck nicht ende, wenn eine Information den unmittelbaren Bereich des Abgeordneten verlässt.
Abgesehen davon hätte das BVerwG auch seine Kompetenz als Fachgericht in fragwürdiger Weise grenzwertig ausgenutzt, indem es eine dem Willen des Gesetzgebers widersprechende Auslegung aussprach, obwohl es bei Annahme eines Grundgesetzverstoßes gemäß Art. 100 GG die Entscheidung des Bundesverfassungsgerichts hätte einholen müssen. Überschritten habe es seine Kompetenz schließlich mit seiner der gesetzlichen Gleichstellung gegenläufigen Differenzierung zwischen Wissenschaft und Presse, welche die Zugangsrechte der Presse praktisch leerlaufen lasse.

## Andere Fälle betreffend Stasi-Unterlagen
- Der Fall „Gysi“ war ein Organstreitverfahren vor dem Bundesverfassungsgericht (BVerfG, Beschluss vom 21. Mai 1996, Az. 2 BvE 1/95 = NJW 1996, S. 2720 bis 2722), in dem der PDS-Abgeordnete Gregor Gysi die Vereinbarkeit seiner Überprüfung auf frühere Tätigkeiten für den Staatssicherheitsdienst der DDR mit seinem Abgeordnetenstatus anzweifelte. Das Bundesverfassungsgericht hat das Überprüfungsverfahren als grundsätzlich verfassungsgemäß erachtet, soweit dem Abgeordneten dabei angemessene Beteiligungsrechte eingeräumt werden.

- Der Fall „Stolpe“ war eine von Manfred Stolpe beim VG Berlin erhobene Klage und betraf Aussagen des damaligen Bundesbeauftragten für die Stasi-Unterlagen Joachim Gauck während eines laufenden Untersuchungsausschusses zum Verhältnis von Stolpe zum MfS. Das Verfahren wurde vor dem Oberverwaltungsgericht Berlin nach übereinstimmenden Erledigungserklärungen der Beteiligten eingestellt und die Kosten Manfred Stolpe auferlegt, da dieser voraussichtlich unterlegen wäre (OVG Berlin, Beschluss vom 7. Juli 1997, Az. 8 B 91/93 = NJW 1998, S. 257 bis 259).